# Brazil (film, 1985)
A Brazil 1985-ben készült, drámai, szatirikus és komikus elemekkel átszőtt anti-utópisztikus világképet bemutató film. Rendezte Terry Gilliam, a Monty Python társulat tagja. A forgatókönyvet a rendező Terry Gilliam, Charles McKeown és Tom Stoppard írta.
Címét a filmben többször visszatérő, a film végén a főszereplő által is dúdolt dalról kapta, melynek címe „Aquarela do Brasil”, nemzetközileg ismert címén Brazil, Ary Barroso 1939-es szerzeménye, a világ egyik legtöbbször feldolgozott dala.

## Cselekmény
Az igazság szabaddá tesz.
A történet „valahol a 20. században” játszódik, egy a modern technikát az 1940-es évek külsőségeivel vegyítő retro-futurista cyberpunk világban, ahol a disztópia egy tervszerűen felépült, gépekkel zsúfolt, ízlésvezérelt nagyvárosi rémálom formájában jelenik meg. A mindennapi élet legtöbb metszetét a kávéfőzéstől és pirítóskészítéstől az ajtónyitásig automatizált folyamatok irányítják, a rendszeren azonban elhatalmasodott a szakszerűtlenség és a rengeteg műszaki hiba.
Ebben a világban semmi nem az, aminek látszik. Ami egyáltalán elromolhat, az el is romlik. A luxusétteremben ugyanazt a műételt szolgálják fel különféle hangzatos neveken, a tévében nyílt manipuláció folyik. A gazdagok, többek között Sam édesanyja és annak barátnője a legbizarrabb plasztikai műtéteknek vetik alá magukat a fiatalosabb külső látszatáért. A gazdagságtól néhány lépésnyire a ott a legmélyebb lepusztultság.
Az állam biztonságáról a mindenkit megfigyelő, mindenható Tájékoztatási Minisztérium, annak temérdek arctalan hivatalnoka, a szélsőséges mértékű bürokrácia és a könyörtelen rendőrség gondoskodik. Bárkit a legkisebb gyanú esetén a legbrutálisabb módszerekkel elfoghatnak és gépi módszerekkel kínvallathatnak. Noha erre is vonatkoznak bizonyos biztonsági szabályok, ebbe a vallatott akár bele is halhat, vagy beleőrülhet. Az eljárás teljes költségét a letartóztatottnak kell fizetnie, ehhez mindjárt az eljárás kezdetekor kedvező kamatozású jelzáloghitelt is felajánlanak számára.
Karácsony előtt járunk, az állam rendjét és nyugalmát titokzatos, terroristának mondott robbantások zavarják meg, sorozatosak a letartóztatások és vallatások. Lehet, hogy valóban terroristák robbantanak, de valószínűbb, hogy állami provokáció, célja a lakosság körében a félelem fenntartása és a rendszerellenesekkel való leszámolás.
Egy alkalommal hiba csúszik a gépezetbe. Egy „Tuttle” nevű embert kellene előállítani, azonban egy légy kerül a nyomtatóba, így az „T” helyett „B” betűt nyomtat, ennek eredményeként Tuttle helyett letartóztatnak egy Buttle nevű, teljesen ártatlan személyt. Mivel a fölötte lévő lakásból hatolnak be, az ott lakó fiatal nő is látja az eseményeket. Buttle a kínvallatásba belehal. 
Mikor később kiderül, hogy ártatlan volt és csak egy elírás miatt tartóztatták le, a Hivatal történetében előáll az a példátlan eset, hogy a vallatási díjat a hivatal tévedése miatt vissza kell téríteni. Mivel a téves adatot előállító adatgyűjtő osztály főnökének erre nincs precedense, teljesen kétségbeesik, hogy most mit kell tennie. Ezt látva Sam Lowry, az osztály egyik alacsonyabb beosztású hivatalnoka felajánlja, hogy személyesen viszi ki az özvegynek a visszatérítésről szóló utalványt. Mivel főnöke retteg a felelősségtől, alá is írja helyette az okmányokat, persze annak tudtával.
Sam különös ember, munkáját a felső tízezerbe tartozó édesanyjának köszönheti, azt lelkiismeretesen végzi, de nem különösebben szereti. A karrier, előléptetés sem érdekli. Rendszeresen visszatérő álmában ezüst vértben, karddal a kezében, mesterséges szárnyakkal, afféle arkangyalként vagy a felhők között száll, vagy egy szőke nőt kell megmentenie különféle szörnyektől.
Mikor Buttle özvegyéhez elmegy látogatóba a csekkel, pár pillanatra megpillantja a fentebb lakó nőt, Jill-t. Kiderül, hogy álmaiban őt látja folyamatosan, a nő azonban elmenekül. Sikerül megtudnia a nevét, ettől fogva folyamatosan őt keresi. Ezt követően megszaporodnak körülötte a különféle furcsa események és balesetek. Mikor elromlik lakásában a légkondicionáló, kihívja az állami szerelővállalatot, de azok éjszaka nem fogadják hívását. Néhány perc múlva azonban egy furcsa figura érkezik hozzá, akiről kiderül, ő az igazi Tuttle, aki önkéntes, egyben illegális hűtő-fűtő mérnök, valamint afféle rendszeren kívüli személy, akit felforgató tevékenységért köröznek. A telefont lehallgatta, így érkezett hozzá megjavítani a berendezést. A javítás után csak annyit mond: „egy cipőben járunk”, majd ahogy érkezett, ugyanolyan gyorsan el is tűnik.
Sam minden vágya ettől kezdve Jill előkerítése, szinte mániákussá válik miatta. Mivel mostani beosztásában nincs hozzáférése a megfelelő adatokhoz, meggyőződése ellenére elvállal egy előléptetésnek minősülő munkát az adatfeldolgozó osztályon. Ott előbb egy kollégáját próbálja rávenni a keresésre, de csak annyi derül ki, hogy a lány kamionsofőr, veszélyes, valamint hogy ki foglalkozik az ügyével. Kiderül, hogy gyerekkori barátja és kollégája, Jack, aki noha jómodorú, kedves, gyerekszerető, családias, ennek ellenére kínzóemberként dolgozik az adatfeldolgozó osztályon – ugyan csak véletlenül, de Buttle is a kezei között halt meg. A lány is körözés alatt áll, egyetlen bűne, hogy látta és elmondhatja Buttle téves letartóztatását. Sam ráveszi, hogy adja át az aktákat, majd ő diszkréten elintézi az ügyet. Jack nehezen ugyan, de rááll. Csak annyit kér tőle, hogy nagyon vigyázzon rá, különben mindketten bajba kerülnek.
Sam ettől fogva hibát hibára halmoz, kezd teljesen szétesni. Kizárólag a lány ügyével foglalkozik, munkáját hanyagolja, ezzel mindkettőjüket gyanúba keveri. Megpróbálja a lányt elmenekíteni, de az nem hiszi el neki, hogy veszélyben van, eleinte őrültnek véli. Menekülés közben belekeverednek egy újabb robbantásba, Jack papírjai természetesen elvesznek. Jill elmenekül, Samet beviszik, de egyelőre megússza. Jack elárulja neki, hogy a lány (bár ártatlan), a robbantások miatt gyanúsítottként tartják számon, valamint Sam megszállott nyomozása miatt egyelőre barátságuknak is vége. Sam a lányt anyja üres lakására viszi, szerinte ott biztonságban van, majd egy trükkel felmegy a miniszterhelyettes üres irodájába, a gépbe betáplálja, hogy Jill meghalt, ezzel az akta lezárva.
Úgy tűnik, minden rendben, ám anyja lakására betörnek a kommandósok, Samet beviszik, Jill sorsa ismeretlen, de valószínű, hogy az akció során lelövik (erre egy gépfegyversorozat utal). Bent senki nem hiszi Sam ártatlanságát, sőt, az összes Buttle- és Jill-féle eseményt is az ő nyakába varrják, kezdve a kártalanítási csekk aláírásával. Legalább tíz vádpontot hoznak fel ellene, de korábbi érdemei miatt lehet, hogy megússza 11 és 30 év közötti börtönnel. Noha helyzete reménytelen, még mindig csak Jill jár az eszében.
Jack már kezdené a kínvallatását, mikor Tuttle és emberei kommandóakcióval kiszabadítják. Felrobbantják a gyűlölt minisztérium épületét, majd egy lázálomszerűen szürrealista menekülés következik a városon át. Végül Jill menti meg a kamionjával, együtt menekülnek vidékre, ahol ezután boldogan élnek.
Ekkor azonban kiderül, a szökésből semmi nem igaz. Sam nem vidéken él a lánnyal, hanem továbbra is Jack vallatószékében ül, a kínzásoktól megtébolyodva és hallucinálva. Mivel Jack elemi érdeke volt, hogy Sam ne vallhasson a tőle elkért, megkapott, de elvesztett aktákról, valószínűleg ő tette élőhalottá, a használt szerszám alapján esetleg lobotómiát hajtott rajta végre. Sam már semmire nem reagál, csak folyamatosan a Brazil című dalt dudorássza mosolyogva. Jill minden bizonnyal már nem él.

## Szereplők
| Karakter                                    | Színész                | Magyar hang         |
| ------------------------------------------- | ---------------------- | ------------------- |
| Sam Lowry                                   | Jonathan Pryce         | Forgács Gábor       |
| Archibald "Harry" Tuttle                    | Robert De Niro         | Uri István          |
| Mrs. Ida Lowry                              | Katherine Helmond      | Feleki Sári         |
| Mr. M. Kurtzmann                            | Ian Holm               | Beregi Péter        |
| Spoor                                       | Bob Hoskins            | Bácskai János       |
| Jack Lint                                   | Michael Palin          | Végh Péter          |
| Mr. Warrenn                                 | Ian Richardson         | Szabó Ottó          |
| Mr. Helpmann                                | Peter Vaughan          | Kenderesi Tibor     |
| Jill Layton                                 | Kim Greist             | Xantus Barbara      |
| Dr. Jaffe                                   | Jim Broadbent          | Cs. Németh Lajos    |
| Mrs. Alma Terrain                           | Barbara Hicks          | Fodor Zsóka         |
| Spiro                                       | Bryan Pringle          | Kardos Gábor        |
| Mrs. Buttle                                 | Sheila Reid            | Bessenyei Emma      |
| Tájékoztatásügyi Minisztérium portása       | Gorden Kaye            | Várkonyi András     |
| Dawson, az Adatfeldolgozási Osztály portása | Anthony Brown          | Juhász Tóth Frigyes |
| Holly                                       | Holly Gilliam          | Molnár Ilona        |
| Alagsori őr                                 | John Pierce Jones      | Imre István         |
| Első rabszállító őr                         | Don Henderson          | Imre István         |
| Kihallgatótiszt                             | Harold Innocent        | Garai Róbert        |
| Kihallgatótiszt                             | John Grillo            | Surányi Imre        |
| Kihallgatótiszt                             | Ralph Nossek           | Juhász Tóth Frigyes |
| Kihallgatótiszt                             | James Coyle            | Áron László         |
| Cellaőr                                     | Patrick Connor         | Imre István         |
| Pap                                         | Roger Ashton-Griffiths | Rudas István        |

## A cselekmény helyszíne és időpontja
A cselekmény egy közelebbről meg nem határozott, az európai kultúrkörhöz tartozó országban játszódik, a címéből adódó félreértések ellenére nem Brazíliában. Buttle nyilvántartási lapján jól olvashatóan az Egyesült Királyság szerepel mint születési hely. A fogvatartás költségei angol fontban vannak meghatározva, a filmben több alkalommal teáznak, ami megfelel az angol szokásoknak. Jill kamionja viszont bal kormányos.
A film külsőségei, az enteriőrök, a sokszemélyes irodák, a férfi és női ruhák többsége az 1920-as, 1930-as évek stílusát idézi. A filmben látható számítástechnikai eszközök az 1980-as évek színvonalának felelnek meg, leszámítva a régi írógépekből kialakított billentyűzeteket és a Terry Gilliam 12 majom című filmjében is feltűnő, doboz nélkül használt tévéképcsöveket. Ez utóbbi kettő sosem volt hétköznapi használatban, csak az alkotók fantáziája. Jill kamionja és ruhája megfelel az 1980-as éveknek. Buttle nyilvántartási lapján jól olvashatóan az 1984-es év látható, mint jelenidő.
Fentiek alapján a film az 1920-as évek külsőségeit az 1980-as évek technikájával vegyítő, egyszerre sosem létezett alternatív valóságban játszódik, feltehetőleg egy alternatív Egyesült Királyságban, vagy Egyesült Államokban.

## Érdekességek
- A film címe eredetileg „1984 és ½” lett volna, utalásként Orwell 1984 (1949) című regényére, valamint Fellini 8½ (1963) című filmjére.
- Sam furcsa miniautója egy a valóságban is gyártott háromkerekű Messerschmitt KR200 „Kabinenroller” volt. A filmben a hátulján egy sugárhajtóműre emlékeztető szerkezet látható, ettől a jármű hasonlóvá vált a német V-1 repülőeszközhöz.

## Elemzés
Gilliam a filmet egy trilógia középső darabjaként értelmezi, melybe ezen kívül az 1981-es Időbanditák és az 1988-as Münchhausen báró kalandjai tartoznak. Megjegyzése szerint a három film a képzelőerő és a szabad gondolkodás harcának vonatkozó témáit dolgozza fel egy olyan világban, ahol folyamatosan elnyomják ezeket az eszméket.
Filmes szempontból a cselekményben található néhány bonyolult elem, amelyek közül a leglátványosabbak a női főszereplő hirtelen érzelemváltakozásai a hős Sam iránt gyűlölet és szeretet között. Ez már önmagában is eléggé összetett tényező, amihez hozzátéve a sajátos és abszurd humort, ötleteket, díszletet és trükköket, valamint az 1940-es évek Brazil című slágerének visszatérő dallamait, válik a Brazil olyan filmmé, amit többször meg kell nézni.
A film alapötleteinek elemzésével is elég nehéz róla egyértelmű következtetéseket levonni. Hiszen hol lép át Sam a valóságból a képzelet világába? Vajon valóban léteznek terroristák, vagy a robbantásokat is a Minisztérium rendezi, hogy indokolja létezését? Kifejezetten baloldali elemzők párhuzamot vélnek felfedezni a Brazil világa és bármelyik, a készülésekor jobboldali-konzervatív kormányú ország társadalma között, különösen célozva persze Margaret Thatcher miniszterelnökségére Nagy-Britanniában (1979–1990) és Ronald Reagan elnökségére az Egyesült Államokban (1981–1989). Ugyanakkor a kifejezetten jobboldali elemzők a párhuzamot a Brazil kormányzati bürokráciája és a kommunista ill. szocialista országok hatalmi működése között látják George Orwell 1984 című regényének analógiájaként. Ugyanakkor a film értelmezhető a civil szabadságeszme szempontjából is.

## Alternatív befejezés
Csakúgy, mint a Szárnyas fejvadász vagy a Taxisofőr esetében, a filmet az amerikai bemutatáskor a filmstúdió nézőbarát, vidám befejezéssel látta el.
Gilliam eredeti vágásában a film sötét befejezésű: a főhős, miután már régen vidékre szökött a szeretőjével, valószínűtlen körülmények között hirtelen ismét egy vallatószékben látható a Tájékoztatási Minisztériumban, vagyis ezzel az egy képsorral a rendező a szökést váratlanul a hallucináció kategóriájába tolja, ami egyúttal azt is feltételezi, hogy Sam Lowry szeretőjét már korábban, az ő elfogásakor kivégezték. Az Egyesült Államokon kívül mindenhol ezt, a 142 perces változatot mutatták be és a film a „Legjobb film” kategóriában megkapta a Los Angeles-i filmkritikusok díját.
A Universal filmstúdió egyes szakemberei azonban a befejezést meglehetősen silánynak találták és megkérték Gilliamet, vágja újra, hogy egyszerűen azt lássuk, amint Sam és Jill élve és vidáman elszöknek vidékre. Gilliam először tiltakozott, de a filmnek végül ezt a 131 perces verzióját mutatták be az amerikai mozikban és televíziókban.
Mindettől függetlenül a film kultuszfilmmé vált, hasonlóan, mint Gilliam több későbbi alkotása is, mint például a 12 majom vagy a Félelem és reszketés Las Vegasban.

## Díjak, jelölések
Oscar-díj (1986)
- jelölés: legjobb látvány (Norman Garwood, Maggie Gray)
- jelölés: legjobb eredeti forgatókönyv (Terry Gilliam, Tom Stoppard és Charles McKeown)

BAFTA-díj (1986)
- díj: legjobb díszlet (Norman Garwood)
- díj: legjobb vizuális effektusok (George Gibbs és Richard Conway)

Hugo-díj (1986)
- jelölés: legjobb filmdráma

British Film Institute Awards (1986)
- díj: Technical Achievement Award

Boston Society of Film Critics Awards (1986)
- díj: legjobb mellékszereplő (Ian Holm)
- díj: külön elismerés (Norman Garwood)

Los Angeles Film Critics Association Awards (1986)
- díj: legjobb film
- díj: legjobb rendező (Terry Gilliam)
- díj: legjobb forgatókönyv (Terry Gilliam, Charles McKeown és Tom Stoppard)